# La Gloria (Cesar)
La Gloria es un municipio de Colombia, situado en el noreste del país, en el sur del departamento del Cesar. Se sitúa a orillas del río Magdalena, a 268 km de Valledupar, la capital departamental. 
El municipio se caracteriza por ser la conexión entre el departamento Cesar y el Sur de Bolívar, especialmente hacia el Municipio Regidor y Rioviejo.

## División Político-Administrativa
Además de su Cabecera municipal. La Gloria tiene bajo su jurisdicción los siguientes Centros poblados:
- Ayacucho
- Besote
- Carolina
- Estación Ferrocarril
- La Mata
- Las Puntas
- Molina
- Simaña

## Generalidades
El municipio se caracteriza por ser la conexión entre el departamento Cesar y el Sur de Bolívar. Los viajeros de esta región de Bolívar deben cruzar el Río Magdalena especialmente desde el Municipio Regidor, llegar a esta población y así poner tomar la carretera Ruta del Sol (Colombia) ubicada en el Corregimiento La Mata.
Los principales productos agrícolas que están siendo comercializados dentro del municipio son el arroz y otros cereales a una escala más pequeña. las plantaciones de maíz están situadas en Ayacucho y La Mata.
Y como es muy bien sabido a nivel nacional, sobresale la industria pesquera; hoy día el cultivo de la palma africana se sitúa como economía de enclave como insumo primario de biocombustibles.
El crecimiento poblacional del municipio generado por la confluencia de pescadores, el establecimiento de asociaciones de braceros agrupados alrededor de cuatro bodegas y la conformación del comercio formal, permitió el desarrollo de las actividades agrícolas y ganaderas y con ellas el surgimiento de la red de caminos y vías hacia la parte oriental; con lo cual se logró su consolidación y su reconocimiento como municipio según ordenanza número 32 del año de 1916.

### Límites
| Noroeste: Tamalameque |  | Nordeste: Pelaya         |
| Oeste: Regidor        |  | Este: Norte de Santander |
| Suroeste: Gamarra     |  | Sureste: Aguachica       |

## Ecología

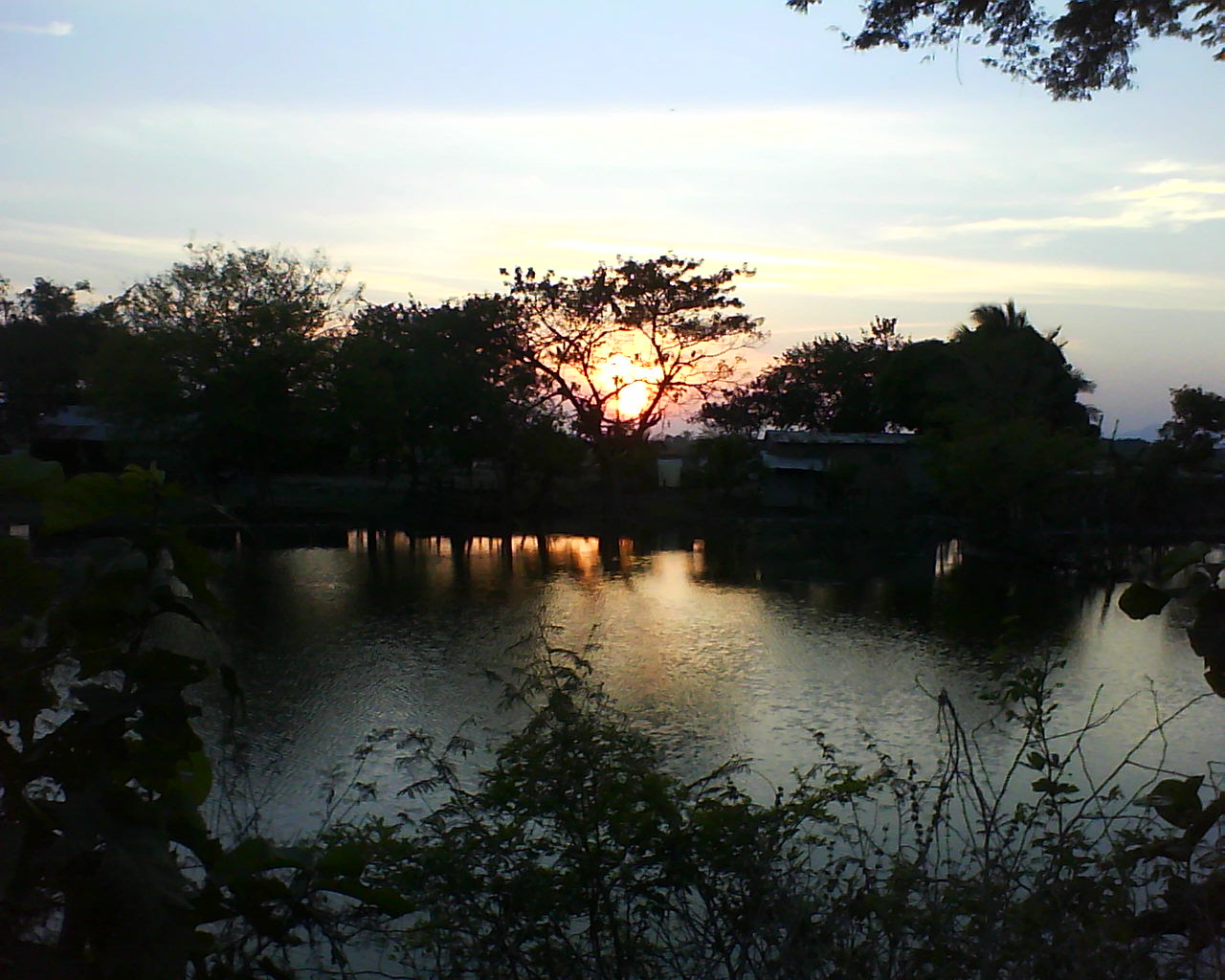
Atardecer en La Gloria.

La Gloria – Cesar, es un municipio en toda su extensión rica en Recursos Hídricos principalmente el río Magdalena, en su configuración hidrológica el municipio está influenciado por cuatro microcuencas que drenan a la hoya hidrológica del Magdalena, por lo general estas microcuencas (quebrada: Simaña, Besote, San Marcos Y Caño Ávila)ejercen un control litológico sobre las trece ciénagas antes de llegar a su desembocadura final. En lo que hace referencia las cuencas hidrográfica son de importancia la quebrada de Simaña, cuaré, singarare, san Juan, besote, la virgen, y los caños Ávila, las pita, alonso, payares los cuales están sedimentadas y deforestada originando consecuencia en verano de perdida de retención de agua y en invierno desbordamiento que afectan los diferentes cultivos de la región.
El municipio en general cuenta con un sistema orográfico definido (cerros y montañas). En la cabecera municipal se alcanza a observar las inclinaciones de estas formaciones rocosas tanto en los puntos cardinales oriente y occidente, brindando un atractivo paisajístico que contrasta con el sistema hídrico del río Magdalena, además de la importancia del caño Amado que sirvió a este centro poblado para sus fines navegables y de pesca artesanal. El municipio por lo general se encuentra bañada por la confluencia de cuencas y micro cuencas (expuestas anteriormente) y del cautivo paisaje de los humedales (Posa el Puente, Posa Larga, Posa Tubo, Posa Media Arepa, Posa Pica Monte Y Posa el Barreto) y playones a la entrada de la cabecera municipal.

## Economía

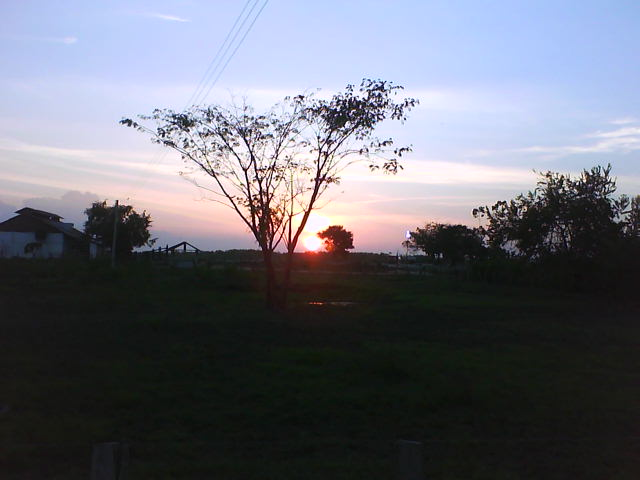
Ocaso.

El desarrollo económico y productivo del Municipio de la Gloria está basado en el sector agropecuario y pesquero y este de los supuestos básicos que redunda en población vulnerable, acceso a líneas de crédito a través de FINAGRO y el bajo problema de orden público.
La actividad Agropecuaria cuenta con un área de 70 mil ha, de los cuales el sector agrícola cuenta con aproximadamente con 24000 ha aptas para la explotación de cultivos transitorios y permanentes, sin embargo la única actividad predominante es la del primero con una 5400 ha semestrales los cuales van en orden de importancia de maíz, sorgo, arroz y patilla, le siguen en importancia la yuca con 360 ha y en forma incipiente el cultivo de plátano, los cultivos permanentes a pesar de ser una alternativa de generación de empleo no han tomado la importancia que merece tal es el caso del cultivo de palma africana. Según Unidad Planificadora agropecuaria En el Municipio de la Gloria se cultiva semestralmente 5400 ha de cultivos transitorios, representando aproximadamente el 16.6 % de la producción Departamental.
Existe aproximadamente 2000 pequeños productores y 480 pescadores, los cuales están asociados, pero carecen de gestión y liderazgo ausencia estatal en la prestación del servicio de asistencia técnica al que tienen derecho. 
Cabe mencionar la recesión económica que en los actuales momentos que viven las cabeceras corregimentales de ayacucho, debido a la poca oportunidad que brinda hoy la empresa ECOPETROL, referente a años anteriores.
La explotación ganadera se destaca por su aumento progresivo, la revisión bibliografía del 2001 muestra una población bovina 47.060 y según URPA el 2002-2003 muestra 57.708 bovinos, así mismo un aumento en la producción lechera de 15000 a 35.510 L .
El comercio informal es una de las principales actividades económicas en el Municipio; aunque esta se encuentre a baja escala, pero la hace importante por su estrecha relación con los municipios del sur del departamento del Bolívar; ya que les brinda suministro de mercancías y productos de primera necesidad.
El Municipio de La Gloria muestra en su territorialidad puntos estratégicos de conformidad para la construcción de infraestructuras de importancia turística y de oportunidad para la generación de empleo y divisas para el Municipio.

## Vías de comunicación
Terrestres:
El municipio cuenta con una buena infraestructura vial por tierra conformado por la línea del ferrocarril y la carretera nacional.
Fluviales:
Por vía fluvial el transporte de pasajeros que lo comunican desde y hacia el interior del Departamento del sur de Bolívar se realiza por el río Magdalena.
Aéreas:
Por aire, con la pista de aterrizaje que se encuentra localizada en el centro poblado Simaña, y otra pista de aterrizaje que se localiza en el centro poblado Ayacucho, el cual pertenece a las instalaciones de ECOPETROL.

## Estructura organizacional municipal
| La Gloria    | La Gloria   | La Gloria                  |
| Departamento | Código DANE | Categoría municipal (2024) |
| ------------ | ----------- | -------------------------- |
| Cesar        | 20383       | Sexta                      |

- Personería: Es un centro del Ministerio Público de Colombia que ejerce, vigila y hace control sobre la gestión de las alcaldías y entes descentralizados; velan por la promoción y protección de los derechos humanos; vigilan el debido proceso, la conservación del medio ambiente, el patrimonio público y la prestación eficiente de los servicios públicos, garantizando a la ciudadanía la defensa de sus derechos e intereses.

- Concejo Municipal: Es la suprema autoridad política del municipio. En materia administrativa sus atribuciones son de carácter normativo. También le corresponde vigilar y hacer control político a la administración municipal. Se regulan por los reglamentos internos de la corporación en el marco de la Constitución Política Colombiana (artículo 313) y las leyes, en especial la Ley 136 de 1994 y la Ley 1551 de 2012.

Constituido por 11 concejales por un periodo de 4 años.
- Alcaldía Municipal: En esta se encuentra la administración distrital y las entidades descentralizadas del municipio.

El alcalde se pronuncia mediante decretos y se desempeña como representante legal, judicial y extrajudicial del municipio. El alcalde municipal es Fermín Cruz Quintero (2024-2027).
- JAL.

## Servicios públicos
- Energía Eléctrica: Centrales Eléctricas de Norte de Santander, (CENS) del grupo EPM, es la empresa prestadora del servicio de energía eléctrica.
- Gas Natural: Vanti es la empresa distribuidora y comercializadora de gas natural en el municipio.